# László Fejes Tóth
Dans le nom hongrois Fejes Tóth László, le nom de famille précède le prénom, mais cet article utilise l’ordre habituel en français László Fejes Tóth, où le prénom précède le nom.
László Fejes Tóth (1915-2005) est un mathématicien hongrois spécialiste en géométrie.

## Travaux
Il a démontré le théorème du nid d'abeille sous l'hypothèse de convexité des tuiles du pavage. Persuadé que le théorème resterait vrai sans cette hypothèse il ne parvint néanmoins pas à le démontrer, affirmant que cela soulèverait des « difficultés considérables ». Il est également connu pour son travail sur les empilements de sphères ; László Fejes Tóth a démontré en 1953 que la conjecture de Kepler pouvait être réduite à un problème à un nombre fini de paramètres.
Professeur à l'Institut de recherches mathématiques Alfréd-Rényi (Rényi Alfréd Matematikai Kutatóintézet) de Budapest, il en a pris la tête de 1970 à 1982 à la mort d'Alfréd Rényi.

## Distinctions
- Médaille Tibor-Szele (1977)